# Danilo Fischetti
Danilo Fischetti (Genzano di Roma, 26 gennaio 1998) è un rugbista a 15 italiano, pilone delle Zebre.

## Biografia
Inizia il suo percorso sportivo presso l'Aprilia Rugby (ex Garibaldina Rugby Aprilia) di Aprilia, comune della provincia di Latina, per poi continuare il suo percorso presso il Rugby Lanuvio di Lanuvio, comune della provincia di Roma, entrò a 16 anni nelle giovanili della romana Capitolina e da lì convocato in nazionale Under-18.
Passato all'Accademia FIR "Ivan Francescato" nel 2016, prese parte al Sei Nazioni di categoria con la nazionale Under-20, e nel 2017 fu ingaggiato a Calvisano dove, nel 2019, vinse il titolo di campione d'Italia guadagnando anche, a titolo individuale, il riconoscimento di miglior giocatore del campionato.
Già permit player delle Zebre nella stagione 2018-19 durante la permanenza a Calvisano, a maggio 2019 la franchise federale parmigiana acquistò Fischetti inserendolo nel proprio organico a tempo pieno.
Aggregato alla nazionale maggiore dal C.T. Conor O'Shea per la preparazione estiva in vista della Coppa del Mondo 2019, non fu incluso nella rosa finale.
Tuttavia, a competizione in corso, fu convocato insieme all'altro pilone Giosuè Zilocchi per sostituire Simone Ferrari e Marco Riccioni, entrambi infortunatisi nel corso dell'incontro della fase a gironi contro il Sudafrica, ed essere schierati nell'ultimo incontro del girone contro la Nuova Zelanda; World Rugby tuttavia annullò l'incontro per ragioni di sicurezza e Fischetti non ebbe l'occasione di esordire per l'Italia.
Il nuovo commissario tecnico Franco Smith lo convoca per il Sei Nazioni 2020, nel corso del quale esordisce alla prima giornata, il 1º febbraio 2020, al Millennium Stadium contro il Galles. Scende in campo in tutte e cinque le partite del torneo.
Il ct lo conferma per l´Autumn Nations Cup.

## Palmarès
- Campionati italiani: 1
Calvisano: 2018-19
- MVP: 1 (2018-2019 Calvisano)